# Georg Wagner (Pädagoge)
Georg August Wagner (* 24. August 1844 in Liebenau; † 17. Februar 1921 in Altona) war ein deutscher Pädagoge.

## Leben und Wirken
Georg Wagner war ein Sohn von Friedrich Heinrich Wagner (1810–1890) aus Oldenburg und dessen Ehefrau Caroline, geborene Behre. Kurz nach seiner Geburt nahe Hannover ging die Familie nach Mölln, wo der Vater die „Löwen-Apotheke“ hatte, dem Magistrat angehörte und später Bürgermeister wurde. Der Agronom Paul Wagner war sein Bruder.
Nach dem Besuch der Lauenburgischen Gelehrtenschule, die er 1864 mit dem Abitur verließ, studierte Wagner Theologie an der Universität Rostock und der Universität Erlangen. 1867 bestand er das Theologische Examen. 1869 erhielt er für seine Zensurpredigt und die Katechese das Prädikat „vere bene“ (recht gut) und wurde in die Kandidatenliste aufgenommen.
Von 1867 bis 1870 unterrichtete Wagner als Hauslehrer vier Kinder des Landrats und Kammerherrn Otto von Lilienfeld auf Koenhof (heute Keeni, Gemeinde Sangaste) in Livland. Eine folgende Stelle als Hauslehrer hatte er von 1870 bis 1871 bei Pastor Harmsen in Groß Berkenthin. Von 1871 bis 1874 arbeitete er als Collaborator am Gymnasium Ratzeburg und als Rektor der Ratzeburger Stadtschule. Von Ostern bis Michaelis 1874 unterrichtete er in Wandsbek an der Höheren Bürgerschule mit Gymnasialzug. Danach lehrte er bis 1880 am Lehrerseminar in Ratzeburg.
Am 1. Januar 1881 übernahm Wagner die Leitung des Schulwesens in Altona. Er hatte zunächst den Titel des „Schuldirektors“, danach den eines „Stadtschulrats“ und später amtierte er als „Kreisschulinspektor“. Dieses Amt hatte er bis zu seinem Tod 1921 inne. Er hatte zu diesem Zeitpunkt seit einigen Jahren das Rentenalter erreicht und war zunehmend herzkrank. Der Magistrat konnte ihn jedoch dazu bewegen, das Schulwesen in den Jahren während und nach des Ersten Weltkriegs zu unterstützen. Sein Wirken machte die Schulen in Altona überregional bekannt.

## Ehrenamtliche Tätigkeiten
Neben der Tätigkeit im Schulwesen engagierte sich Wagner umfangreich ehrenamtlich. Er setzte sich insbesondere für die Diakonissenanstalt in Altona ein und übernahm für viele Jahre bis Lebensende deren Vorsitz. Dabei kooperierte er eng mit Theodor Schäfer und dessen Nachfolger Pastor Hoffmann. Gemeinsam mit Pastor D. Schäfer gründete er das Krüppelheim „Alten Eichen“ in Stellingen und übernahm dessen Vorsitz. Während des Ersten Weltkriegs arbeitete er in der „Kriegshilfe“ mit. Dabei richtete er „Kriegsnähstuben“ ein, in denen Kleider für Notleidende hergestellt wurden.
Wagner gehörte der Propsteisynode, dem Propstei-Synodalausschuss der Gesamtsynode Schleswig-Holstein und dem Ausschuss der Gesamtsynode an. Er saß im Vorstand des Landesvereins für Innere Mission in Schleswig-Holstein, des Gustav-Adolf-Vereins und des Altonaischen Unterstützungsinstituts. Außerdem war er Bezirksvorsteher des Erziehungsvereins Schleswig-Holstein und Mitglied der Kirchenvorstände von St. Johannis und der Christuskirche.

## Ehrungen
Wagner erhielt für sein Wirken wiederholt Auszeichnungen:
- 8. November 1890: Roter Adlerorden IV. Klasse
- 18. November 1904: Königlicher Hausorden von Hohenzollern, Adler der Ritter
- 11. Januar 1912: Königlicher Kronenorden, III. Klasse
- 21. Oktober 1916: Rote-Kreuz-Medaille III. Klasse
- 7. März 1917: Verdienstkreuz für Kriegshilfe

Die Universität Kiel verlieh ihm die theologische Ehrendoktorwürde. Der Pädagogische Verein für Altona und Umgegend und der Altonaer Stenographenverein „Stolze-Schreye“ ernannten ihn zum Ehrenmitglied.